# 丈六寺 (名張市)
丈六寺（じょうろくじ）は、三重県名張市赤目町丈六にある真言宗東寺派の寺院。多宝山釈迦院または日光山と号する。室生寺北門と称されている。

## 歴史
古くは丈六の釈迦如来を本尊としたことから寺名となった。
開創についての寺歴は不明であるが、平安期に空海の創建と伝えられる。
安土桃山時代に全焼するが、数年後に再建。現在の本堂は寛政期の建立とされている。

## 文化財
名張市指定有形文化財
- 石造五輪塔（鎌倉期・良弁僧正の供養塔と伝えられる）
- 大般若経600巻
- 法華経8巻
- 釈迦涅槃図（室町期）